# Inmigración italiana en Honduras
La inmigración de ciudadanos italianos hacia la república de Honduras fue hecha por diferentes motivos, siendo un fenómeno importante que tuvo lugar a partir del descubrimiento de América y que se desarrolló entre los siglos XVII y XX con mayor auge. La inmigración italiana en Honduras aportó diversos apellidos a este país, así como una notable influencia en la cultura, arquitectura y artes.
Según la Historia el navegante Cristóbal Colón (originario de Génova, Italia) fue el descubridor de Honduras en 1502 y del Nuevo Mundo para la Monarquía Española, en sentido contrario al aventurero y comerciante —también italiano— Marco Polo. Desde el siglo XVI muchos nacionales italianos se hicieron a la mar como marineros, seguidamente comerciantes y después colonos de las tierras americanas.

## SigloXVIII
Durante este siglo, quedó registrado la llegada del aventurero Juan Bautista Morazzani, cuando arriba a América entre los años 1760 a 1762, Morazzani de origen Corso (Isla de Corcega, Italia) lo trajo la fiebre del oro americano, estableciéndose en San José de Yuscarán, allí se casó tres veces y procreó nueve hijos. *Su primera esposa fue Gertrudis Alemán, sus hijos fueron: Eusebio, José Inés, Juan Miguel y Benito Morazán Alemán. -Eusebio Morazán Alemán, fue el padre de José Francisco Morazán Quezada. Sus segundas nupcias fueron con María Luisa Espinar con quien procreó a José Bernardo Morazán Espinar. En terceras nupcias lo hizo con María Manuela del Castillo con quien procreó a Juan Nepomuceno, Rita, María Concepción y Jacinto Morazán Castillo. Dicha descendencia puede reflejarse hasta la actualidad en el territorio nacional hondureño y en el extranjero.

## SigloXIX
En este siglo, el Teniente coronel de origen italiano Feliciano Viviani, aparece dentro de las filas del Ejército Aliado Protector de la Ley de Centroamérica, bajo el mando de José Francisco Morazán Quezada. Viviani fallecería en La Batalla de Omoa en 1832.
En el año 1853 la viajera europea de nacionalidad inglesa Mary Lester, llega a Comayagua y registra que en Honduras existen varias familias extranjeras residiendo, además agrega que en el sur del país, en Nacaome, Aramecina y Langue existen inmigrantes italianos que manejan los negocios de hospedería, posadas y vivienda.

En 1857, el aventurero William Wells, durante su visita al sur de Honduras, registra que la Empresa de Amapala Casa Dárdano & Moller es propiedad del inmigrante italiano Carlos Dárdano.El arquitecto y escultor Francisco Durini Vassalli emigra hacia la América Central en torno al año 1879, siguiendo a su padre Giovanni Durini, que estaba asociado junto a su hermano Lorenzo Durini.En 1880 la capital de la república de Honduras fue trasferida por Decreto de la ciudad de Comayagua a la ciudad de Tegucigalpa, siendo el primer ministro de gobierno Ramón Rosa y bajo la presidencia de -su primo hermano- Marco Aurelio Soto, se realizó un estudio para la transformación y modernización del Estado hondureño, asimismo se vio la necesidad de representación pública de un país libre y soberano. En 1882, se encarga a Francisco Durini Vassalli una serie de estatuas de héroes nacionales y de alegorías que serán colocadas en las plazas de la nueva ciudad capital Tegucigalpa.

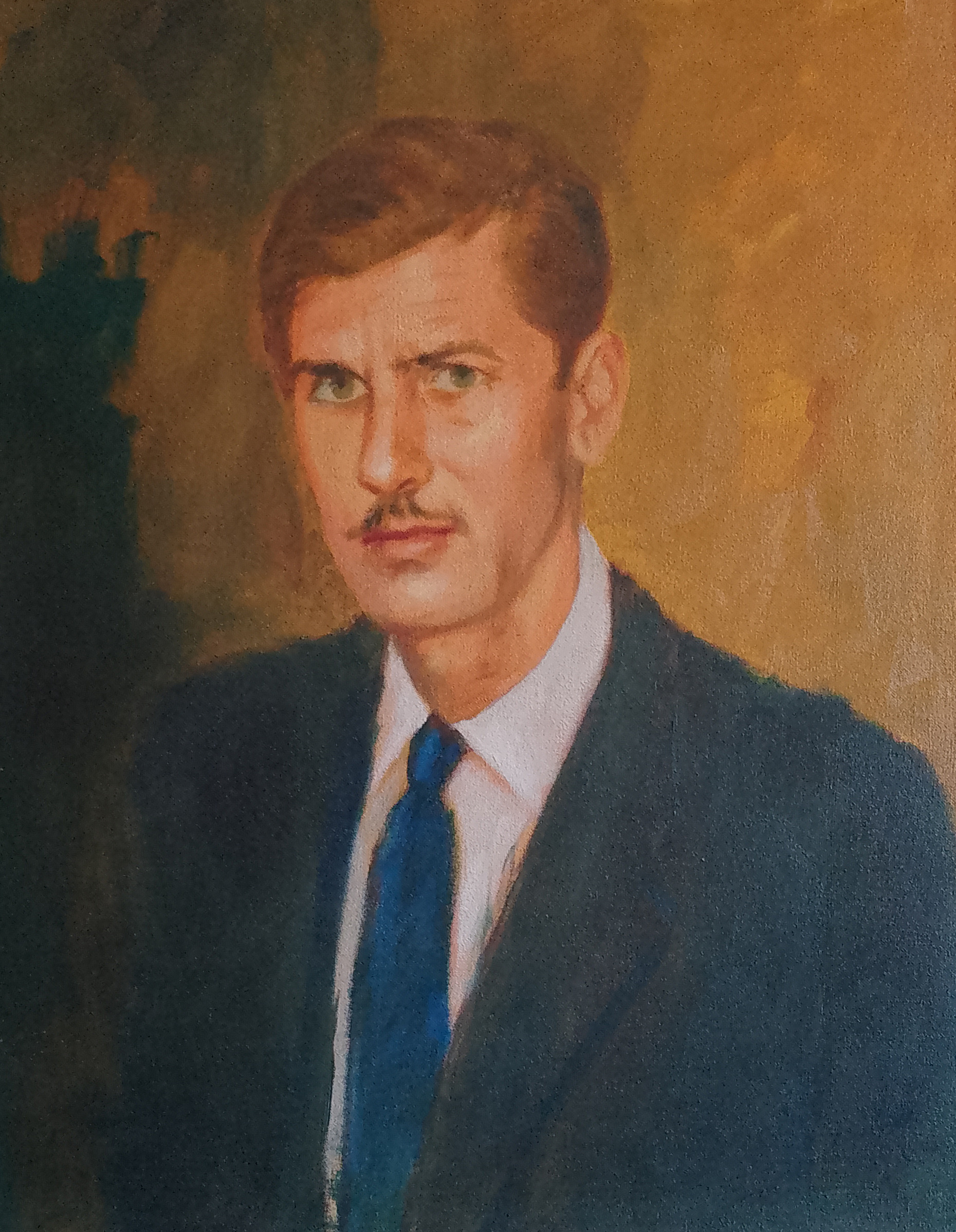
Militar Italo-Hondureño, Hector Caraccioli.

Joaquín Caraccioli (siciliano) y su esposa Marie Durand, contraen matrimonio en San Pedro Sula y de dicha unión nace Eugenia Caraccioli Durand en 1886 y en 1911 caso con Carlos Inestroza (1881-1922), Eugenia fallecería en 1976. El censo general de la república de Honduras, realizado el 15 de junio de 1887, por el doctor Ramón Vallejo los extranjeros se resumían a 185 norteamericanos, 77 españoles, 72 franceses, 1033 ingleses, 43 alemanes, 4 rusos, 2 suizos, 13 italianos, 4 belgas, 2 daneses, 1 holandés, 1 portugués, 1 brasileño y 1 chino, sin contar los centroamericanos y otros provenientes de México y Colombia.
La compañía bananera estableció sus primeros dominios en el norte de Honduras una fuerte empresa destinada a la exportación del banano en los campos del litoral atlántico ceibeño todo esto estaba controlado por el napolitano Enrique Pizatti, en fecha 5 de febrero de 1890, en la administración del general Luis Bográn que se otorga el permiso subvencionado para que los vapores de Machecca Bros Company propiedad de (Joe) Guissepe Machecca establecida en Nueva Orleans, Estados Unidos; se establecieran en La Ceiba y operaban las exportaciones.
Entre los nombres de empresarios italianos afincados en Honduras en este siglo, se encuentran: José y Miguel Tavarone, Hipólito Agasse, Juan B. Gattorno y su hijo Francisco (Francesco) Gattorno, Demetrio Bennedetto, entre otros.

## SigloXX
La afluencia de ciudadanos italianos a establecerse en la república de Honduras, se hace patente dentro de las tres primeras décadas del mencionado siglo, entre los que destacan empresarios, arquitectos, aviadores, ingenieros, artistas en diferentes campos, etc.
La "Vaccaro Brothers and D´Antoni Company" de Florida entre 1903 y 1920 fundó en Honduras la Standard Fruit Company que fue la primera empresa que se ocupó de la producción directa de bananos (el llamado 'oro verde') en el territorio nacional hondureño. Los estadounidenses trasladaron trabajadores provenientes tanto de Italia como una minoría de Bulgaría para laborar en los campos ceibeños. Entre los famosos italianos que llegaron a Honduras a establecerse se encuentra el empresario Vicente D´Antoni quien además solventó una gran necesidad del pueblo de La Ceiba al mandar a construir el Hospital D´Antoni obra que fue construida por Favrst and Livaudais, arquitectos de Nueva Orleans. El edificio tiene aspecto moderno y bajo arquitectura española de ladrillo y techo de tejas, suelos de hormigón embellecidos con mármol y baldosas blancas con baños de acabados de mármol blanco.

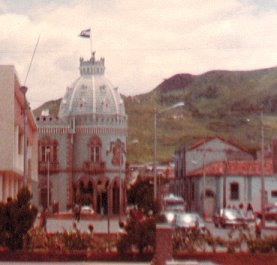
Palacete antigua Casa Presidencial de Honduras entre 1924 a 1989, construida por el arquitecto Augusto Bressani

El señor Carlo Alberti, acuerda con el Gobierno de Tegucigalpa para la realización de obras públicas que involucran la marmolería de Luigi Ferracuti, la cual, junto a Eduardo Ruano, producen cementos de construcción, lápidas de mármol y barandillas de hierro, entre otros.En 1911 la participación de los inmigrantes en el desarrollo del país es evidente especialmente las familias provenientes de Europa (Alemania, Italia, Francia) los principales rubros de comercialización eran el café, banano, maderas preciosas, oro y plata.
El señor Alberto Bellucci, ingeniero químico y farmacéutico, se establece en Honduras en el año de 1913 y se dedica a ejercer de profesor de química, mineralogía y explotación mineral. Después de su participación en Italia durante la Primera Guerra Mundial, vuelve a Tegucigalpa para ser nombrado, en 1926, Cónsul italiano para Honduras. Bellucci, mandó a construir una residencia en "Los Altos de la Leona" sitio en lo que hoy se reconocen los restos de tal edificio, como el "Castillo Belluci".Alessandro Arrighi y José Rigamonti se establecieron en Honduras donde encontraron la colaboración de Miguel Turcios Règne para la realización del Templo Masónico de la ciudad de Tegucigalpa. 
Al estallar en Europa la Primera Guerra Mundial, los ciudadanos alemanes y algunos italianos se vieron afectados por embargos a sus pertenencias realizados por el gobierno de Honduras, mediante presiones políticas de Estados Unidos y el bloque de países aliados.El Capitán de Caballería Dino Rietti della Riva originario de Venecia, emigró a Honduras buscando nuevos horizontes y tranquilidad, coloco su residencia en Tegucigalpa y fundó el Restaurante de comida italiana "El Venecia", Dino fue padre de Luis y Mario Rietti.
Eustaquio Salvo llegó primeramente a la república de Guatemala en 1896 para trabajar en la decoración de la Universidad de San Carlos. En 1922 se traslada a Honduras, donde funda la Empresa Constructora Artesana Industrial.
Augusto Bressani emigró como arquitecto a América en 1889, en 1915 Bressani se trasladó a Honduras para comenzar, en 1916, la realización de su proyecto para la Casa Presidencial, seguidamente trabajó en la construcción del edificio de Comunicaciones Eléctricas, en el distrito central y en algunas escuelas y en el mercado Los Dolores de la ciudad de Tegucigalpa.Para 1922 el aviador Louis Stornaiola, trajo al país siete aviones británicos junto con un instructor, para establecer el servicio de correo aéreo hondureño. Entre los aviadores italianos que desembarcarón estaban, Enrico Massi expiloto de la Marina italiana, Giuseppe Villa, los mecánicos de aviación Antonio D´la Nocha y Asterio Antonutti. El aviador Luigi Venditti, fue cntratado para que realizara mantenimiento a la aeronave "Bristol". Venditti, fue quien realizó varios vuelos utilizando el campo de Toncontín.
Muchos italianos se casaron con muchachas hondureñas, teniendo hijos que enriquecieron Honduras en varios aspectos:
- De la unión del inmigrante italiano Martín Lazzaroni y de Carlota Andino, en fecha 7 de julio de 1929 nace en San Francisco de Yojoa, el artista hondureño Dante Lazzaroni Andino, ícono de la pintura nacional y exalumno de la Escuela Nacional de Bellas Artes (Honduras).[11]

- De la unión de la hija de inmigrantes italianos, Giacomina Pepitone y del hondureño Manuel Zerón, nacen los italohondureños Mario, Manuel y Giacomina Zerón Pepitone.

- De la unión de la hija de inmigrantes italianos, Dolores Morales Corleto y de José María Villeda Chávez,, nacen María, Juan José, Manuel y José María, Ramón y Helena Villeda Morales Corleto.

- De la unión de la hija de inmigrantes italianos, Julía Baín y del escritor Luis Andrés Zúñiga, nace Julía Margarita Zúñiga Baín.

- De la unión entre el hijo de inmigrantes italianos Francesco (Francisco) Geromini y Francisca Herrera, nace Carlos Luis Geromini Herrera,[Nota 7] que sería obispo y vicario general de la diócesis de Santa Rosa de Copán en 1947.

La empresa radiodifusora HRN fue fundada por el empresario Rafael Ferrari García, hijo del inmigrante italiano José Ferrari; padre del empresario y filántropo José Rafael Ferrari Sagastume. Presidente de la Corporación Televicentro y de Fundación Teletón y además en el deporte es presidente del Club Deportivo Olimpia.
El Nuncio Apostólico Federico Lunardi Montauti mientras ejerció y residió en el país, realizó extensas investigaciones tanto en demografía, cultura, etnografía, religión, álbumes fotográficos, etc.
El arquitecto Emilio Montessi a quien se le había otorgado la proyección de importantes edificios públicos hondureños como el Hospital General, el Mercado de Comayagüela, la Penitenciaría Central y el paseo El Guanacaste.
El recuento de inmigrantes radicados en Honduras, según los informes entre 1887 a 1935, arrojaba que en el país y no centroamericanos, en el presente caso italianos, residían, lo siguiente:
| Año  | País de origen | Número de inmigrantes | Total de inmigrantes ese año |
| ---- | -------------- | --------------------- | ---------------------------- |
| 1887 | Italia         | 50                    | 1444                         |
| 1910 | Italia         | 94                    | 6211                         |
| 1926 | Italia         | 322                   | 8261                         |
| 1930 | Italia         | 166                   | 6531                         |
| 1935 | Italia         | 180                   | 7204                         |

Cuando sucedió la Segunda Guerra Mundial, en la presidencia de Tiburcio Carías Andino se emitió el Decreto N.º 5 de fecha 13 de diciembre de 1941, donde la república de Honduras declaraba la guerra al Reich Alemán y a Italia; pero, los ciudadanos italianos, no recibieron tanto castigo por el gobierno hondureño, como el recibido por los inmigrantes alemanes.
El gobierno hondureño volvió a estrechar lazos de amistad con la república Italiana, tras terminada la segunda gran guerra, con los mismos gestos diplomáticos que en la actualidad se hacen patentes con la mutua colaboración entre los gobiernos.
En el censo nacional de Honduras de 2014, la nación contaba con 389 italianos residiendo.

## Aportes

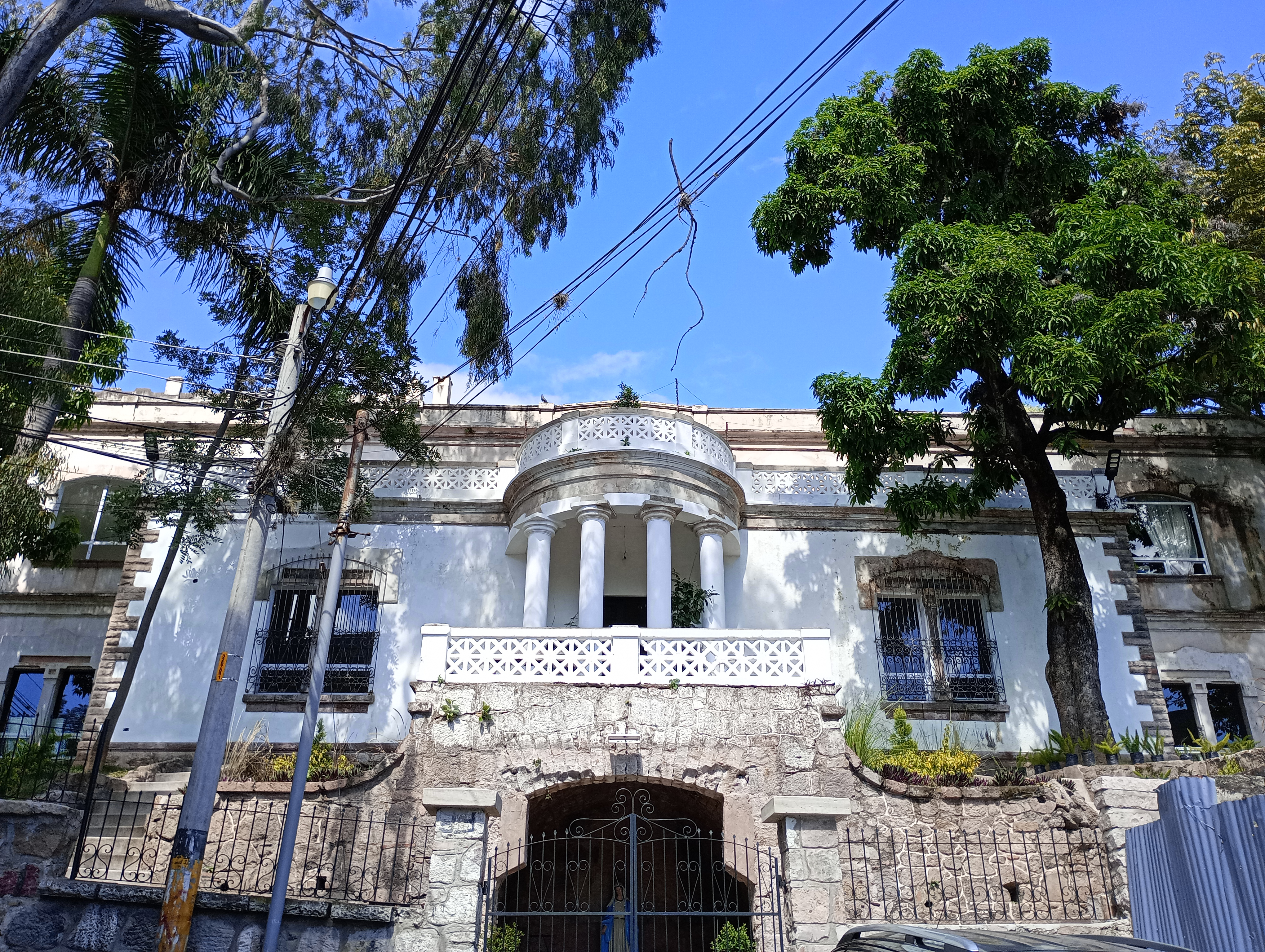
Casa Casco, una de las tantas obras de Augusto Bressani.

La ciudadanía italiana radicada en Honduras, ha aportado a la sociedad hondureña: Agricultura, economía, gastronomía, política, educación, idioma italiano, Arte, arquitectura, escultura, dibujo.

## Apellidos
Arnodo, Aronne, Bellino, Benedetto, Bertetty, Bonanno, Brizzio, Bruni, Bussi, Caraccioli, Corleto, Culotta, D'Agostino, D'Antoni, Dárnado, Dipan, Fanconni, Ferrari, Ferrera, Ferrer, Gattorno, Giacoletti, Gicobbini, Laitano, Lazzaroni, Ligero, Mancia, Marini, Micheletti, Molinari, Montessi, Morazzani (Morazán), Morlachi, Murra, Palazzese, Pandolffi, Penzotti, Pepitone, Piedi, Pizatti, Rangazo, Rapallo, Rastelli, Rietti, Roagna, Romano, Sansotta, Tavarone, Veroi, Zaccaro, Zornitta,

## Personajes  de Honduras con ascendencia italiana
- Hector Caraccioli, piloto de la fuerza aérea de Honduras
- Carlos Gómez Genizzotti
- Paul Vinelli, economista y banquero.[13]
- Roberto Micheletti Bain expresidente del Congreso Nacional de Honduras y Presidente de facto de Honduras en el 2009 y 2010.[14]

- Rafael Ferrari